# Alfred Döring
Alfred „Fred“ Döring (* 7. Februar 1933 in Költschen, heute Kołczyn, Woiwodschaft Lebus) ist ein ehemaliger deutscher Leichtathlet, der für die DDR startete. Er war auf den Hindernis- und Langstreckenlauf spezialisiert.
Bei den Olympischen Spielen 1964 in Tokio schied er im Vorlauf des 3000 m Hindernislaufs aus.
1960 und 1964 (mit seiner persönlichen Bestzeit von 8:39,0 min) wurde er DDR-Meister über 3000 m Hindernis.
Döring startete für den ASK Vorwärts Berlin.